# Улица Гудованцева (Владикавказ)
Улица Гудованцева — улица в городе Владикавказ, Северная Осетия, Россия. Находится в Иристонском муниципальном округе между улицами Бакинской и Улица Братьев Щукиных. Начинается от Бакинской улицы.
Улицу Гудованцева пересекают улицы Куйбышева и Максима Горького. На улице Гудованцева заканчивается Степана Разина.
Улица названа в честь советского воздухоплавателя Николая Гудованцева.
Улица образовалась в 30-х годах XX века. Впервые упоминается под собственным наименованием на Плане города Орджоникидзе в 1943 году.

## Источник
- Владикавказ. Карта города, 2011.
- Кадыков А. Н. Улицы, переулки, площади и проспекты г. Владикавказа: справочник. — Владикавказ: Респект, 2010. — С. 110. — С. 512 — ISBN 978-5-905066-01-6